# Alaa
Alaa o Alâa o El Alâa (àrab: العلا, al-ʿAlā) és una ciutat tunisiana de la governació de Kairuan, cap de la delegació o mutamadiyya homònima, situada al sud-oest de Kairuan. La ciutat té uns cinc mil habitants i la delegació 36.160 el 2004. Disposa d'una mesquita amb un minaret.

## Economia
La seva economia és eminentment agrícola, dedicada especialment al cultiu de l'olivera.

## Administració
És el centre de la delegació o mutamadiyya homònima, amb codi geogràfic 41 57 (ISO 3166-2:TN-12), dividida en deu sectors o imades:
- El Alâa (41 57 51)
- El Messaïd (41 57 52)
- El Guettar (41 57 53)
- Messiouta El Hanachir (41 57 54)
- Messiouta Ennaguaz (41 57 55)
- Sayada Nord (41 57 56)
- Sayada Sud (41 57 57)
- Ouled Amor (41 57 58)
- Tarza Nord (41 57 59)
- El Hamam (41 57 60)

Al mateix temps, forma una municipalitat o baladiyya (codi geogràfic 41 17).